# Ошмаш (деревня)
Ошмаш — деревня в Карагайском муниципальном округе Пермского края России.

## История
До марта 2020 года входила в состав ныне упразднённого Карагайского сельского поселения Карагайского района.

## География
Деревня находится в западной части края, в пределах одного из северо-восточных отрогов Верхнекамской возвышенности, на правом берегу реки Обвы, на расстоянии приблизительно 4 километров (по прямой) к юго-западу от села Карагай, административного центра округа. Абсолютная высота — 133 метра над уровнем моря.
Климат
Климат характеризуется как умеренно континентальный, с продолжительной многоснежной холодной зимой и коротким умеренно тёплым летом. Средняя многолетняя температура самого холодного месяца (января) составляет −15,7 °С (абсолютный минимум — −50 °С), температура самого тёплого (июля) — 17,6 °С (абсолютный максимум — 36 °С). Безморозный период длится в течение 100—130 дней. Среднегодовое количество осадков — 430—450 мм.

## Население
| 2010 |
| ---- |
| 192  |

Половой состав
По данным Всероссийской переписи населения 2010 года в половой структуре населения мужчины составляли 44,3 %, женщины — соответственно 55,7 %.
Национальный состав
Согласно результатам переписи 2002 года, в национальной структуре населения русские составляли 99 % из 203 чел.